# Tiszanagyfalu
Tiszanagyfalu is een plaats (község) en gemeente in het Hongaarse comitaat Szabolcs-Szatmár-Bereg. Tiszanagyfalu telt 1981 inwoners (2001).